# Józef Hukiewicz
Józef Hukiewicz, także w j. rus. Осип Гукевич – Osyp Hukewycz oraz w j. ukr. Йосиф Hukewycz – Josyf Hukewycz (ur. 7 stycznia 1892 w Górzance, zm. 21 stycznia 1939 we Lwowie) – nauczyciel związany z Sanokiem. 

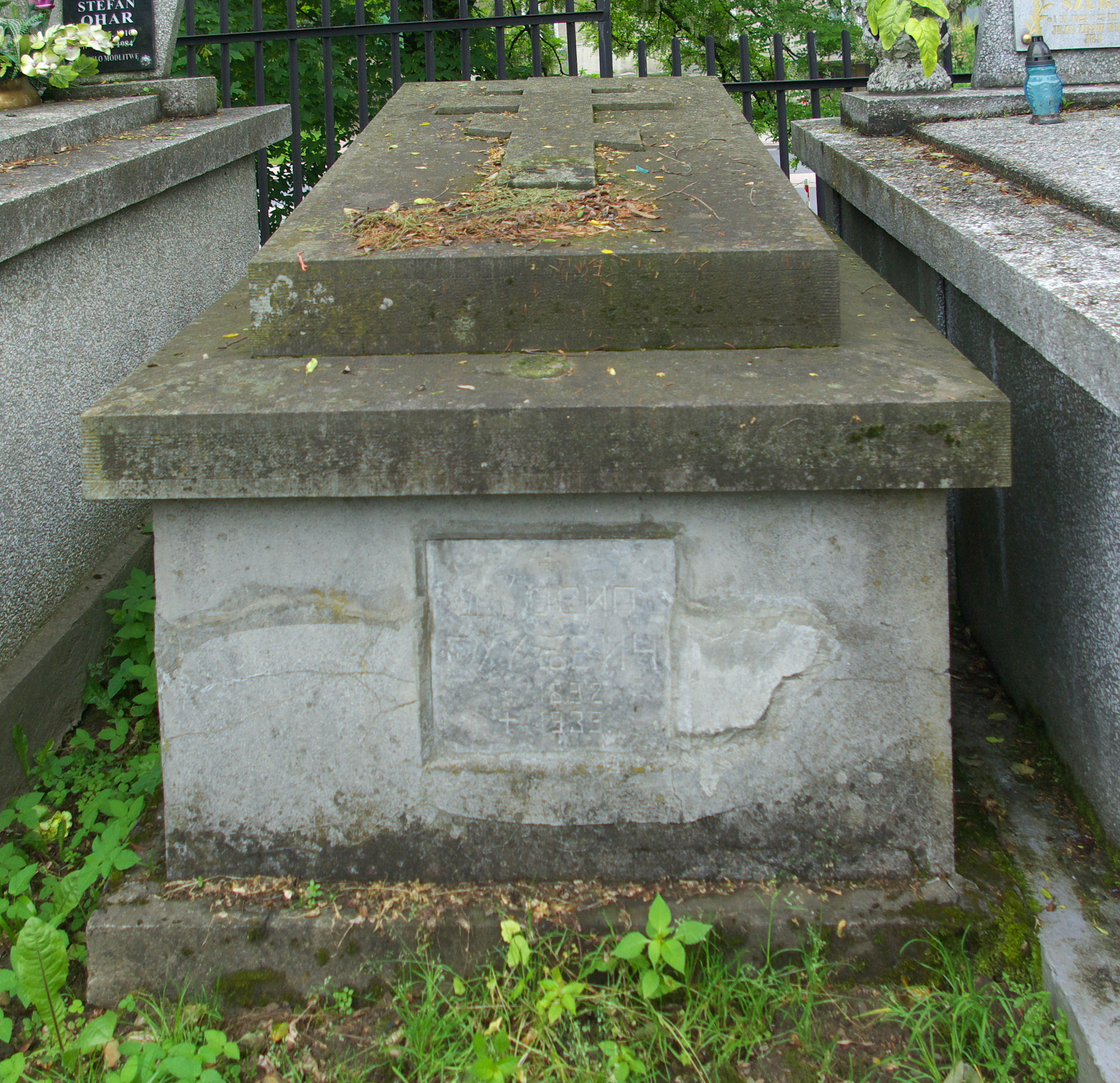
Nagrobek Józefa Hukiewicza

## Życiorys
Urodził się 7 stycznia 1892 w Górzance. Z pochodzenia był Rusinem. Był wyznania greckokatolickiego, synem księdza w tym obrządku, Włodzimierza Hukiewicza (w latach 1892-1896 administrator cerkwi w Górzance, potem proboszcz w Polańczyku). Miał brata Jana Aleksandra (ur. 1896).
W 1910 zdał egzamin dojrzałości w C. K. Gimnazjum Męskim w Sanoku (w jego klasie byli m.in. Bronisław Prugar-Ketling, Władysław Kubala, Stefan Mozołowski, Antoni Nahurski). Ukończył studia wyższe uzyskując tytuł naukowy doktora filozofii. Zdał egzamin na nauczyciela języka niemieckiego i polskiego dla szkół średnich. Od 1915 do 1917 był nauczycielem w Gimnazjum w Brzesku. W 1926 był nauczycielem języka niemieckiego, propedeutyki filozofii w państwowym gimnazjum z ruskim językiem wykładowym w Tarnopolu oraz równolegle j. niemieckiego w tamtejszym prywatnym gimnazjum żeńskim z ruskim językiem nauczania. Stamtąd, będąc przydzielonym do macierzystej szkoły od 13 sierpnia 1926, Państwowego Gimnazjum im. Królowej Zofii w Sanoku, w 1927 został przeniesiony na stałe do tej placówki. W szkole uczył języka niemieckiego, psychologii, matematyki, propedeutyki filozofii oraz nadzorował hufiec szkolny, był pomocnikiem dyrektora w czynnościach kancelaryjnych oraz był opiekunem kółka spółdzielczego. Rozporządzeniem Kuratorium Okręgu Szkolnego Lwowskiego z 9 stycznia 1934 został zaszeregowany do grup VII w zawodzie. Ponadto uczył j. niemieckiego w Miejskim Prywatnym Seminarium Nauczycielskim Żeńskim w Sanoku. Sprawował dwukrotnie stanowisko dyrektora Prywatnego Gimnazjum Żeńskiego im. Emilii Plater w Sanoku: do 30 listopada 1930 oraz od 1 września 1929 do 31 sierpnia 1931. W szkole uczył języka niemieckiego.
W okresie II Rzeczypospolitej w Sanoku był przewodniczącym Spółdzielczego Towarzystwa Kredytu i Handlu „Beskid” z siedzibą w kamienicy przy ul. Tadeusza Kościuszki, skupiającego zwolenników ideologii staroruskiej o orientacji prorosyjskiej (do 1939 pod nazwą Towarzystwo Wzajemnego Kredytu i Handlu sp. z o.o.). W październiku 1928 został wybrany do Rady Powiatowej Kasy Chorych w Sanoku.
Był sekretarzem komitetu organizacyjnego I Zjazdu Absolwentów z okazji 50-lecia sanockiego gimnazjum w 1938. Ponadto opracował rozdział pt. Zarys historii Państwowego Gimnazjum w Sanoku w wydanej wówczas publikacji pt. Sprawozdanie jubileuszowe z działalności Państwowego Gimnazjum w Sanoku w latach 1888 – 1938 wydane z okazji Wielkiego Zjazdu Wychowawców i Wychowanków Zakładu w 50 rocznicę pierwszego egzaminu dojrzałości.
Zmarł 21 stycznia 1939 w szpitalu we Lwowie. Został pochowany na cmentarzu przy ul. Jana Matejki w Sanoku.
Po latach z uznaniem o prof. Hukiewiczu jako pedagogu wypowiedział się ks. Zdzisław Peszkowski w swoich wspomnieniach.